# Hans Schittnig
Hans Schittnig (* 26. Juli 1894 in Gütersloh; † 8. November 1956 in München) war ein deutscher Offizier, zuletzt im Range eines Generalleutnants.

## Militärkarriere
Am 7. April 1913 trat Schittnig als Fahnenjunker in das Metzer Infanterie-Regiment Nr. 98 der Preußischen Armee ein. Am 18. Dezember 1913 wurde er dort zum Fähnrich ernannt und im Frühjahr 1914 besuchte er die Kriegsschule in Hannover. Zu Beginn des Ersten Weltkrieges am 2. August 1914 folgte als Leutnant seine Versetzung in das I. Bataillon des aus Teilen seines bisherigen Regiments neu aufgestellten Reserve-Infanterie-Regiments Nr. 130. Von März bis Dezember 1916 war Schittnig als Kompanieführer an den Kämpfen zwischen Maas und Mosel sowie der Schlacht und den Stellungskämpfen um Verdun beteiligt. Anschließend wurde er in gleicher Funktion in das Reserve-Infanterie-Regiment Nr. 73 versetzt. Während der Schlacht an der Aisne geriet Schittnig am 16. April 1917 in Gefangenschaft, aus der er nach Kriegsende am 11. März 1920 in die Heimat entlassen wurde. Für seine Leistungen während des Krieges war er mit beiden Klassen des Eisernen Kreuzes sowie dem Verwundetenabzeichen in Silber ausgezeichnet worden.
Nach seiner Entlassung wurde Schittnig in die Reichswehr übernommen. Am 15. Juli 1920 mit Patent vom 22. März 1918 zum Oberleutnant befördert, fand er am 29. November desselben Jahres Verwendung im Reichswehr-Infanterie-Regiment 110. Nach verschiedenen Verwendungen wurde er als Kompanieführer am 1. April 1926 zum Hauptmann ernannt. Nach der Machtübernahme der Nationalsozialisten stieg er am 1. Juli 1934 während seines Dienstes im Stab der 6. Division zum Major auf und wechselte im Oktober 1934 in den Stab des VI. Armeekorps. Im Oktober 1935 wurde er Kommandeur des I. Bataillons des Infanterie-Regiments 60 und ein Jahr später in derselbigen Position beim Infanterieregiment 79. Zu Jahresbeginn 1937 wurde er Oberstleutnant und am 12. Oktober 1937 für ein Jahr Abteilungschef in der Heeres-Feldzeugmeisterei.
Nach Ausbruch des Zweiten Weltkrieges wurde er am 1. Oktober 1939 zum Oberst befördert und übernahm am 5. Juli 1940 die Führung des Infanterie-Regiments 512. Am 7. Januar 1942 trat Schittnig für vier Monate in die Führerreserve und übernahm am 8. Mai 1942 das Kommando über das Infanterie-Regiment 65 der 22. Infanterie-Division. Seine Truppen fanden während des Unternehmens Störfang beim Angriff des LIV. Armeekorps auf die Festung Sewastopol Verwendung. Seit 20. August 1942 erneut in Führerreserve versetzt, wurde er nach Verwendung in der Feldzeug Verwaltungsabteilung III am 1. April 1943 zum Generalmajor befördert. Zwischen 1. Oktober 1944 und 27. Februar 1945 übernahm er im Abschnitt der 4. Armee die Führung der ostpreußischen 1. Infanterie-Division und wurde mit Neujahr 1945 zum Generalleutnant befördert. Nachdem die Division ab Oktober 1944 nördlich Schirwindt über die Grenze auf Königsberg zurückgedrängt worden war, verteidigte die 1. Division bis Mitte Januar im Raum Schloßberg.
Von Anfang Mai 1945 bis Juni 1947 befand sich Schittnig in Gefangenschaft.